# Struś (album)
Struś – piąty album studyjny i szósty album solowy wokalisty zespołu Dżem, Macieja Balcara wydany w 2019 roku.

## Lista utworów
źródło:.
| Nr  | Tytuł utworu       | Autorzy                                                      | Długość |
| --- | ------------------ | ------------------------------------------------------------ | ------- |
| 1.  | „Tęcza”            | muz. Maciej Balcar; sł. Wojciech Byrski                      | 3:17    |
| 2.  | „Rycerz”           | muz. Maciej Balcar; sł. Emil Bartel                          | 4:15    |
| 3.  | „Szukają bóstwa”   | muz. Maciej Balcar; sł. Kazimierz Przerwa-Tetmajer           | 5:39    |
| 4.  | „Między wierszami” | muz. Maciej Balcar; sł. Maciej Balcar, Krzysztof Feusette    | 4:32    |
| 5.  | „Ważniak”          | muz. Maciej Balcar; sł. Emil Bartel                          | 5:02    |
| 6.  | „Niewiarygodne”    | muz. Maciej Balcar; sł. Kamila Robaszyńska                   | 4:00    |
| 7.  | „Kapturek”         | muz. Maciej Balcar; sł. Emil Bartel                          | 3:41    |
| 8.  | „Ta noc”           | muz. Maciej Balcar; sł. Michał Zabłocki                      | 5:52    |
| 9.  | „Struś”            | muz. Maciej Balcar; sł. Wojciech Byrski                      | 3:28    |
| 10. | „Droga słowa”      | muz. Maciej Balcar, Janusz Yanina Iwański; sł. Maciej Balcar | 3:31    |
|     |                    |                                                              | 43:17   |

## Twórcy
źródło:.
- Maciej Balcar – śpiew
- Jan Gałach – skrzypce
- Maciej Mąka – gitara
- Piotr Wojtanowski „Quentin” – gitara basowa
- Krzysztof Krupa „Flipper” – instrumenty perkusyjne